# ペルー空軍
ペルー空軍（ペルーくうぐん、スペイン語: Fuerza Aérea del Perú、略称FAP）はペルーの空軍組織。

## 歴史
1929年5月20日に陸軍と海軍の航空機部隊を統合しペルー飛行部隊（Cuerpo de Aviacion del Peru）が組織された。1933年のコロンビア・ペルー戦争でO2UコルセアとカーチスF11ホークを用いてアマゾンでコロンビア軍と交戦した。この際3機を失う。1936年3月12日にはペルー航空部隊（Cuerpo Aeronáutico del Perú）に改編された。1941年のエクアドル・ペルー戦争には、ゲリラ戦術をとるエクアドル軍に対しNA-50戦闘機やカプロニ Ca.310爆撃機で大規模な地上攻撃を行った。7月23日には、地上攻撃中のホセ・アベラルト・キニューネス・ゴンザレス中尉は対空砲火で被弾しエクアドル軍の陣地に体当たりし自爆、ゴンザレス中尉は大尉に昇進し、1966年5月10日には国家英雄が追贈されたほか、チクラーヨにFAPカピターン・アベラルト・キニューネス・ゴンザレス国際空港が開港した。
マヌエル・オドリーア大統領政権下において再編成され、1950年7月18日に空軍として独立した。当時の主力機はF-86やホーカー ハンター、イングリッシュ・エレクトリック キャンベラなどの米英製の機体だったが、1970年代から1980年代初期にかけてはSu-22やAn-26といったソビエト連邦製の航空機や、フランス製のミラージュ5P・ミラージュ2000P戦闘機を多数導入した。1982年のフォークランド紛争ではアルゼンチンに協力し、10機のミラージュ5Pをアルゼンチン空軍に移管した。
1980年代後半の経済危機により空軍予算は縮小する事となる。1995年のセネパ紛争ではエクアドル軍との交戦により、航空機・ヘリコプターを9機失った。この紛争後、1996年にペルー空軍はMiG-29を、1998年にはSu-25を導入し、21世紀を迎えてもKT-1P練習・COIN機やC-27J輸送機を導入するなど機体の更新を進めている。

## 組織
空軍総司令官（Comandante Genneral de la FAP）の下、以下の職位・組織がある。2007年時点で現役兵総員15,000人。
- 空軍参謀総長（Jefe del Estado Mayor General de la FAP）
- 空軍総監査官（Inspector General de la FAP）

- 第1航空団（Ala Aérea Nº 1）司令部：ピウラ
  - 第6航空群（Grupo Aéreo Nº 6）在チクラーヨ
    - 第612飛行隊「ピロト・デ・コンバテ」（Escuadrón Aéreo 612、"Pilotos de Combate"）

  - 第7航空群（Grupo Aéreo Nº 7）在ピウラ
    - 第711飛行隊「エスコルピオネス」（Escuadrón Aéreo 711、"Escorpiones"）

  - 第11航空群（Grupo Aéreo Nº 11） 在タララ（Talara）
    - 第112飛行隊「ティグレス」（Escuadrón Aéreo 112、"Tigres"）
- 第2航空団（Ala Aérea Nº 2）司令部：カヤオ
  - 第3航空群（Grupo Aéreo Nº 3）在カヤオ
    - 第332飛行隊（Escuadrón Aéreo 332）

  - 第8航空群（Grupo Aéreo Nº 8）在カヤオ
    - 第811飛行隊（Escuadrón Aéreo 811）
- 第3航空団（Ala Aérea Nº 3）司令部：アレキパ
  - 第2航空群（Grupo Aéreo n.º 2） 在ビートル・デ・ガウナ（Vítor de Gauna）
    - 第211飛行隊（Escuadrón Aéreo 211）

  - 第4航空群（Grupo Aéreo n.º 4） 在ラ・ホーヤ（La Joya）
    - 第201飛行隊（Escuadrón Aéreo 201）
    - 第411飛行隊（Escuadrón Aéreo 411）
    - 第513飛行隊（Escuadrón Aéreo 513）

  - 第51航空群（Grupo Aéreo n.º 51）在ピスコ（Pisco）
    - 第511飛行隊（Escuadrón Aéreo 511）
    - 第512飛行隊（Escuadrón Aéreo 512）
- 第5航空団（Ala Aérea Nº 5）司令部：イキトス
  - 第42飛行隊（Grupo Aéreo n.º 42）

## 装備

### 航空機

#### 固定翼機
戦闘機
- MiG-29C × 6機
- MiG-29SE × 2機
- ミラージュ2000P × 8機
- ミラージュ2000DP × 2機

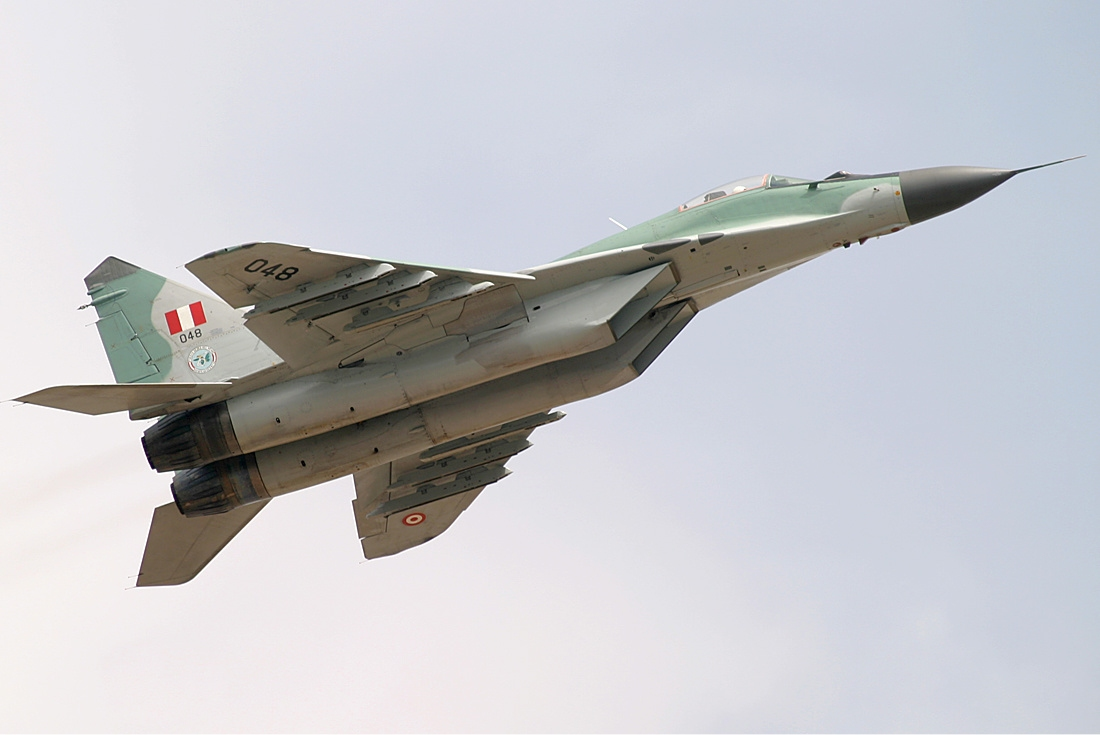
MiG-29

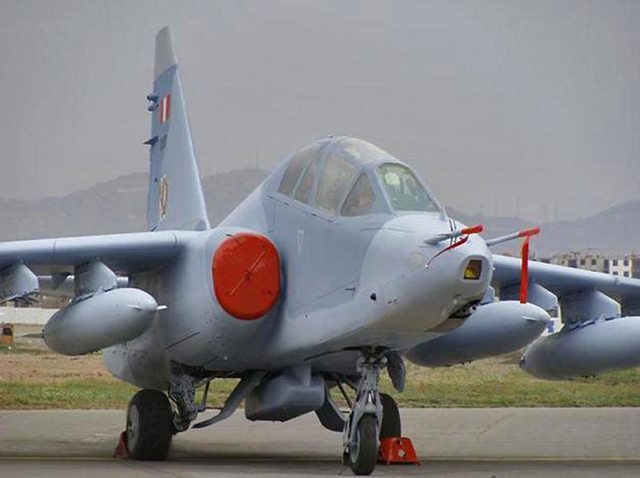
Su-25

- グリペン × 24機を予定（MiG-29とミラージュ2000の後継[3]）

攻撃機
- Su-25A × 18機
- A-37B × 18機
- Su-22/Su-17M-2 × 18機以上

輸送機
- KC-707-323C × 1機
- ボーイング737 × 1機
- ダグラス DC-8 × 2機
- ビーチクラフト キングエア360C × 2機[4]
- ビーチ80 × 15機
- ビーチ90 × 3機
- ビーチ99 × 2機
- セスナ320 × 1機
- セスナ185 × 3機
- デ・ハビランド・カナダ DHC-5 × 12機
- デ・ハビランド・カナダ DHC-6 × 5機
- フォッカー F28 × 1機
- FH-227 × 1機
- ダッソー ファルコン 20 × 1機
- L-100-20 × 5機
- リアジェット25B × 2機
- PA-31T × 1機
- ピラタス PC-6 × 9機
- Y-12 × 6機
- L-100 × 3機
- An-32 × 7機
- An-72 × 3機
- C-27J スパルタン × 4機[2]

練習・COIN機
- KT-1P × 20機[1]

#### 回転翼機
攻撃ヘリコプター
- MI-24/Mi-25D × 16機

輸送ヘリコプター
- Mi-8 × 5機
- Mi-17TM × 8機
- Mi-17 × 10機
- AB-212 × 14機
- MBB Bo 105 × 10機
- ベル 206 × 不明
- ベル 214ST × 1機
- ベル 412 × 1機
- ベル47 × 12機
- UH-1D × 8機
- SA 316 × 5機

練習ヘリコプター
- シュワイザー 300C × 6機

### ミサイル
- ASM AS-30
- AA-2 AAM
- AA-8 AAM
- AA-10 AAM
- AA-12 AAM
- R-550 AAM

## 階級
| 士官               |                          |  |
| 空軍大将           | General del Aire         |  |
| 空軍中将           | Teniente General         |  |
| 空軍少将           | Mayor General            |  |
| 空軍大佐           | Coronel                  |  |
| 空軍中佐           | Comandante               |  |
| 空軍少佐           | Mayor                    |  |
| 空軍大尉           | Capitán                  |  |
| 空軍中尉           | Teniente                 |  |
| 空軍少尉           | Alferez                  |  |
| 技術官および下士官 |                          |  |
| 先任管理技術官     | Técnico Supervisor Mayor |  |
| 管理技術官         | Técnico Supervisor       |  |
| 検査技術官         | Técnico Inspector        |  |
| 1等技術官          | Técnico de Primero       |  |
| 2等技術官          | Técnico Segundo          |  |
| 3等技術官          | Técnico Tercero          |  |
| 1等下士官          | Suboficial de Primero    |  |
| 2等下士官          | Suboficial de Segundo    |  |
| 3等下士官          | Suboficial de Tercero    |  |
| 部隊区分および兵卒 |                          |  |
| 1等軍曹            | Sargento Primero         |  |
| 2等軍曹            | Sargento Segundo         |  |
| 伍長               | Cabo                     |  |
| 空軍兵             | Avionero                 |  |